# BMW V8
Silnik V8 OHV służył do napędu pierwszych modeli BMW wyprodukowanych po II wojnie światowej.

## Napędzane pojazdy
| Data        | Wersja                |
| ----------- | --------------------- |
| 1952 – 1964 | 501 sedan             |
| 1954 – 1963 | 502 kabriolet i sedan |
| 1955 – 1963 | 503 kabriolet i coupe |
| 1955 – 1959 | 507 roadster          |
| 1962 – 1965 | 3200CS coupe          |

## Wersje

### V8 2.6
| Liczba cylindrów           | 8 w układzie V 90°                          |
| Zasilanie                  | dwugardzielowy gaźnik opadowy Solex 30 PAAJ |
| Średnica cylindrów         | 74 mm                                       |
| Skok tłoka                 | 75 mm                                       |
| Pojemność                  | 2580 cm³                                    |
| Moc maksymalna             | 100KM przy 4800 obr./min                    |
| Maksymalny moment obrotowy | 184 Nm przy 2500 obr./min                   |

### V8 3.2
| Liczba cylindrów           | 8 w układzie V 90°                              |
| Zasilanie                  | 2 dwugardzielowe gaźniki opadowe Zenith 32 NDIX |
| Średnica cylindrów         | 82 mm                                           |
| Skok tłoka                 | 75 mm                                           |
| Pojemność                  | 3168 cm³                                        |
| Moc maksymalna             | 140KM przy 4800 obr./min                        |
| Maksymalny moment obrotowy | 220 Nm przy 3800 obr./min                       |